# Географічне товариство
Географічне товариство — громадська організація, яка об'єднує вчених однієї або декількох країн. Перші географічні товариства стали з'являтися в XVII — XVIII століттях. В даний час у світі існують понад сімдесят географічних товариств.
Найвідоміші географічні товариства:
- Американське географічне товариство
- Берлінське географічне товариство
- Французьке географічне товариство
- Королівське географічне товариство
- Національне географічне товариство
- Центральноазійське географічне товариство
- Російське географічне товариство
- Польське географічне товариство